# Henry Heusken
Hendrick Conrad Joannes Heusken detto Henry (Amsterdam, 20 gennaio 1832 – Edo, 15 gennaio 1861) è stato un diplomatico olandese che ha lavorato come interprete per la prima missione diplomatica statunitense in Giappone durante il bakumatsu.

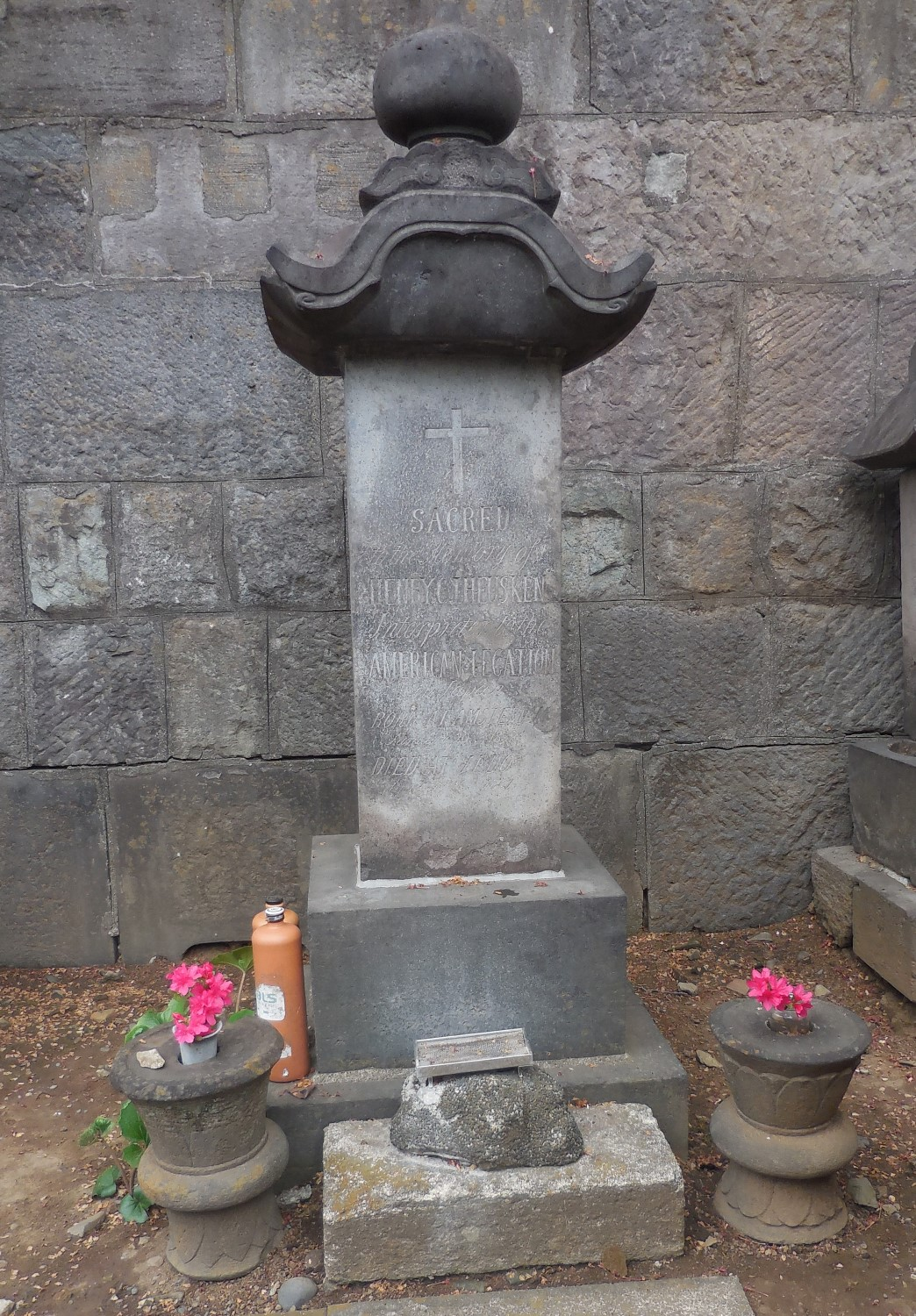
Tomba di Henry Heusken al Tempio Kōrin-ji di Minato (Tokyo).

È ricordato come una delle figure che hanno lavorato per arrivare al Trattato di amicizia e commercio nippo-americano del 1858. È stato ucciso in un agguato da un gruppo di shishi (samurai ultra-nazionalisti), e il suo omicidio generò un caso diplomatico fra il Giappone e vari Paesi occidentali.

## Biografia
Hendrick Heusken nacque ad Amsterdam da Joannes Franciscus Heusken, che lavorava in un saponificio, e Johanna Smit. La morte prematura del padre gettò sul lastrico la famiglia, così che il giovane Hendrick emigrò negli Stati Uniti d'America in cerca di fortuna. In breve l'olandese si stabilì a New York, divenne cittadino naturalizzato statunitense e cambiò il suo nome in Henry Conrad Joannes Heusken.
Per sopravvivere svolse vari lavori all'interno della comunità olandese della città. Poiché era particolarmente versato nelle lingue ed era diventato velocemente fluente anche in inglese, nel 1855 un suo compatriota lo presentò all'imprenditore e uomo politico Townsend Harris, che era stato nominato Console generale della prima legazione degli USA in Giappone e cercava un assistente personale che gli facesse da interprete per la lingua olandese, l'unica lingua straniera ben nota in Giappone al tempo, in quanto sarebbe servita da lingua franca per gli scambi diplomatici. Heusken accettò il ruolo e si unì alla legazione.

### Vita in Giappone
Heusken partì da New York nell'ottobre 1855 a bordo della nave USS San Jacinto. A Edo (oggi Tokyo) la legazione fu ospitata nel Tempio Zenpuku-ji ad Azabu, nel quartiere di Minato, dove Harris lavorò alacremente col suo interprete alle negoziazioni, per arrivare infine nel 1858 a firmare il Trattato di amicizia e commercio nippo-americano.
Nei rapporti ufficiali scritti da Harris al governo di Washington DC, Heusken è descritto come una persona amabile, tranquilla, mai violenta con gli autoctoni e ben voluta da tutti; non di meno, nei suoi diari personali il diplomatico scrive che il suo interprete è ben più che "tranquillo" e racconta:
(Townsend Harris, Complete Journals, Rutland, 1959)
Durante la sua permanenza a Edo, Heusken fu uno degli stranieri più in vista della città. Passava molto del suo tempo visitando il castello e i suoi dintorni, girando in città a cavallo (un privilegio che tradizionalmente era riservato solo alla casta dei samurai), e godendosi appieno il suo soggiorno nipponico. Le sue abitudini mondane gli procurarono ben presto il disprezzo da parte della frange più conservatrici dei giapponesi, tanto che il console Harris stesso lo avvertì di usare cautela poiché al tempo non erano rari gli attacchi fisici verso gli stranieri.
I cinque anni della sua vita in Giappone furono dettagliatamente descritti da Heusken nei suoi diari, pubblicati solo nel 1964 con il titolo Japan Journal, 1855-1861.

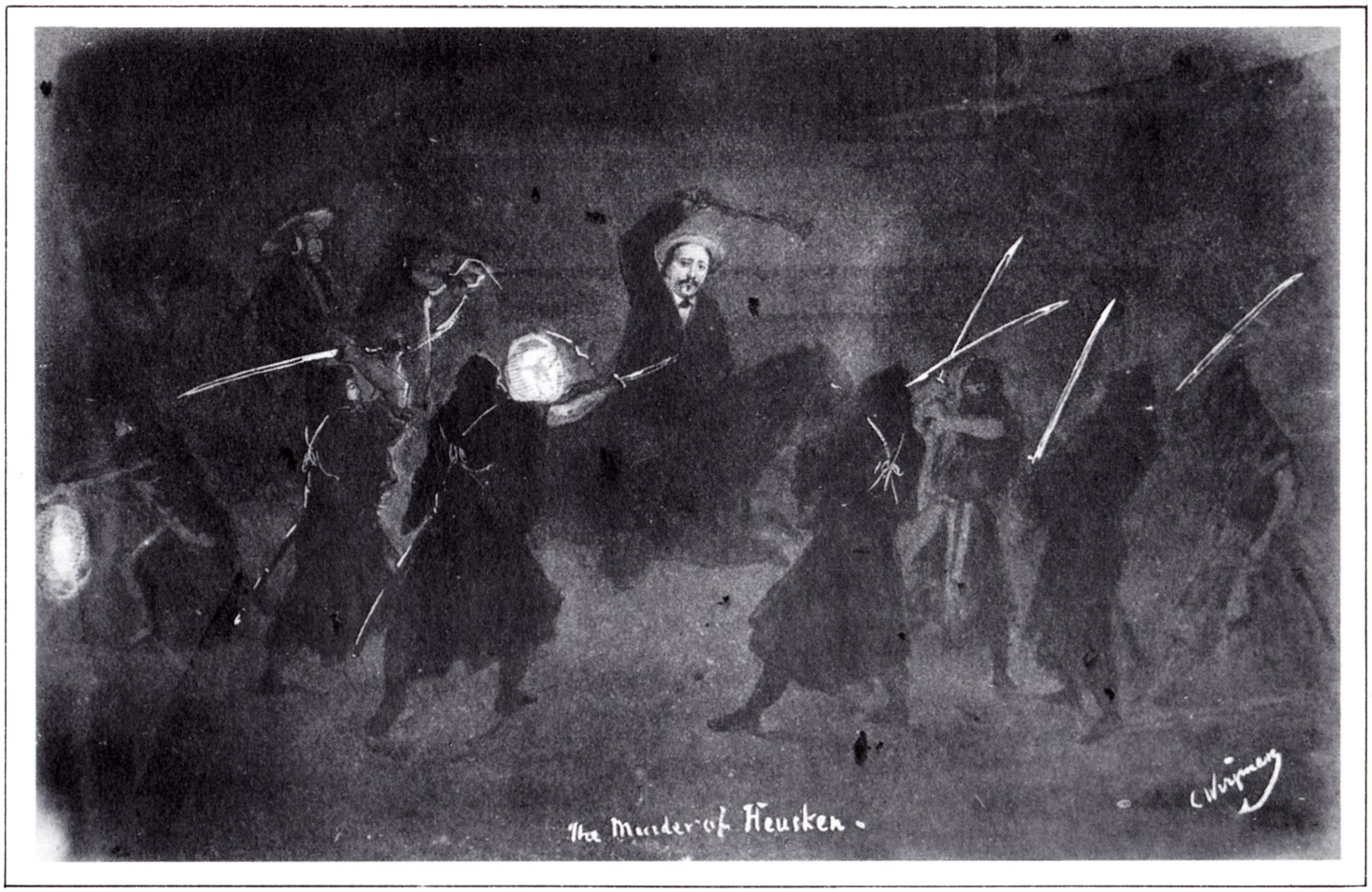
Illustrazione rappresentante l'omicidio di Henry Heusken.

La vita di Heusken in Giappone si concluse tragicamente nel 1861. Il conte Friedrich Albrecht di Eulenburg, che era capo della Spedizione Eulenburg (una missione diplomatica analoga a quella degli USA, ma inviata dalla Prussia) chiese e ottenne da Harris di usufruire di Heusken come interprete per le sue negoziazioni con i giapponesi. La notte del 14 gennaio, dopo aver cenato con il conte di Eulenburg, mentre tornava a cavallo verso il Tempio Zenpuku-ji scortato da tre ufficiali a cavallo e quattro inservienti a piedi con le lanterne, Heusken e la sua scorta furono attaccati in un'imboscata da sette shishi provenienti dal Dominio di Satsuma, incluso il kashin (vassallo di alto livello) Imuta Shōuhei. Nonostante la superiorità numerica, la scorta di Heusken ebbe la peggio e lui stesso venne ferito mortalmente su entrambi i lati del corpo. Riuscì comunque a rimontare a cavallo e a coprire le poche centinaia di metri che lo separavano dal tempio, dove venne immediatamente messo in salvo. Nonostante le cure ricevute, morì nelle prime ore della mattina successiva.

### Conseguenze della morte di Heusken
Harris organizzò un funerale particolarmente fastoso per Heusken, chiamando a partecipare al corteo funebre tutte le legazioni straniere a Edo affinché svolgesse un ruolo propagandistico. La salma di Heusken fu cremata nel cimitero del Tempio Kōrin-ji a Minato, Tokyo, dove tuttora riposa sotto una stele di pietra.
Dopo il funerale molte legazioni occidentali si trasferirono velocemente da Edo alla più sicura Yokohama e si dotarono una gran quantità di soldati, principalmente francesi e britannici. William H. Seward considerò «l'omicidio ancora impunito e imperdonabile del signor Heusken» come un fattore di attrito dei commerci dei giapponesi con gli stranieri, che infatti diminuirono sensibilmente per un certo periodo. Gli assassini rimasero impunti e l'unico provvedimento preso dal Governo giapponese fu un indennizzo di $10'000 alla madre di Heusken.